# Lichinga
Lichinga es una ciudad de Mozambique, capital de la provincia de Niassa (13°18′S 35°14′E / -13.300, 35.233). Posee aeropuerto y mercado agrícola y ganadero. Su nombre anterior era el de Vila Cabral.
Se encuentra a 1328 metros sobre el nivel del mar al este del Lago Malawi. La ciudad cuenta con una población de 142.253 personas.
Código Postal 10101.